# Vladimír Táborský
Vladimír Táborský (* 28. April 1944 in Prag) ist ein ehemaliger tschechischer Fußballspieler und Fußballtrainer.

## Spielerkarriere

### Verein
Vladimír Táborský begann mit elf Jahren bei Sparta Prag. In der ersten Liga wurde er zum ersten Mal 1962 mit 18 Jahren eingesetzt. 1965 ging er zu Dukla Prag, um dort seinen Wehrdienst abzuleisten und kehrte nach zwei Spielzeiten zu Sparta zurück. 1975 ging er zu Admira Prag, wo er ab 1976 als Spielertrainer tätig war.
Erfolge
- Tschechoslowakischer Meister: 1965 und 1966
- Tschechoslowakischer Pokalsieger: 1964 und 1966

### Nationalmannschaft
Vladimír Táborský bestritt im Zeitraum von 1966 bis 1972 19 Länderspiele für die Tschechoslowakei, in denen er ein Tor schoss.

## Trainerkarriere
Von 1976 bis 1979 war Táborský Spielertrainer bei Admira Prag. Von 1979 bis 1981 trainierte er die Mannschaft des VTJ Tábor. Zwischen 1981 und 1984 arbeitete er als Assistenztrainer bei Sparta Prag, 1984/85 war er dort Cheftrainer. Anschließend ging er nach Griechenland und trainierte dort AO Xanthi, AE Larisa, Apollon Kalamarias, Veria FC, Panserraikos FC und Panachaiki. Zwischenzeitlich arbeitete er wieder in Tschechien und trainierte 1993/94 Viktoria Žižkov und FC Boby Brno, 1996/97 SK Hradec Králové.
Heute arbeitet Táborský als Scout für griechische Klubs, als Fernsehkommentator und als Fußballexperte und Kommentator für das Portal idnes.cz der tschechischen Tageszeitung Mladá fronta Dnes.